# Боруссия (памятник)

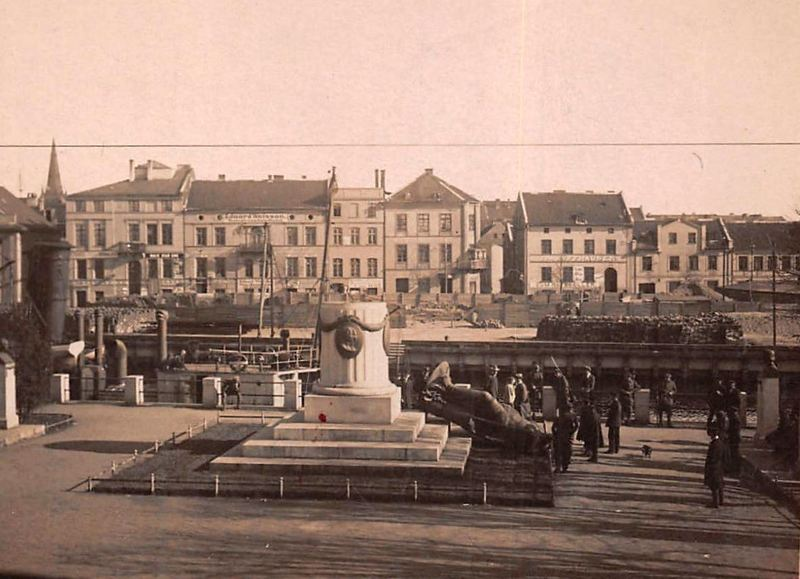
Снос памятника
(апрель 1923 г.)

Памятник «Боруссия» — памятник, находившийся в Клайпеде, Литва, в 1907-1923 и 1938-1945 годах напротив городской ратуши.

## История
В 1907 году в честь 100-летия победы над Наполеоном, а также в ознаменование возрождения Пруссии между 1806/07 и 1813 годами, в сквере напротив городской ратуши был открыт памятник «Боруссия», который иногда называют Национальным памятником (Nationaldenkmal). Мемель (немецкое название Клайпеды) была единственным городом Прусского королевства, не оккупированным армией Наполеона. В прессе часто подчёркивалось, что освобождение началось именно в Мемеле. Памятник создал скульптор из Шарлоттенбурга — профессор Петер Бройер. Проект корректировал сам король Вильгельм II, участвовавший в церемонии открытия.
В 1923 году в апреле скульптура была снесена после того, как город присоединили к Литве. Остался только пьедестал. В 1934 году были также снесены восемь бюстов прусских государственных деятелей, стоявших по обе стороны от опустевшего пъедестала. Но по мере усиления пронацистских настроений, 4 декабря 1938 года памятник был восстановлен.
Есть свидетельства того, что в мае 1945 года скульптура всё ещё стояла на своём месте. В послевоенное[когда?]

 время судьба памятника неизвестна; снова остался только пьедестал, простоявший на этом же месте до 1969 года. В 1969-1970 годах постамент был перенесён перед недавно построенным зданием Клайпедского отделения Института проектирования городского строительства на проспекте Тайкос. В 1974 году постамент был разрушен, гранитные плиты, полученные при резке постамента «Боруссии» на комбинате Данге, были использованы для отделки памятника Победы.
Несмотря на то, что ещё в 1956 году был проведён конкурс, чтобы увековечить традиции рыболовства в Литве, только в 1971 году памятник «Рыбаку» появился на месте монумента «Боруссии». В ходе работ по установлению статуи «Рыбака» были обнаружены документы в капсуле, залитой в подножие памятника «Боруссия», которые сейчас хранятся в Музее истории Малой Литвы.

## Описание
Бронзовая скульптура высотой 4,2 метра была доставлена из Берлина на поезде. Скульптура представляла собой женщину в античной одежде и олицетворяла Пруссию (национальная аллегория, весьма популярная в XIX веке), с римским шлемом на голове. В левой руке она держала щит и копьё (к копью была прикреплена табличка с надписью: «Боруссия», что на латыни означало «Пруссия»), а в правой — кинжал.
В исходной модели женщина держала в руках цепь, символизирующую освобождение немецкого народа. Но комиссии, видимо, это не понравилось, поэтому цепь заменили на кинжал.
«Боруссия», подобно древнегреческой богине Афине, возвышалась на цилиндрическом желобчатом гранитном постаменте (нижняя часть классической колонны дорического ордера), а он со скульптурой — на ступенчатом гранитном основании.
Постамент был украшен овальными бронзовыми барельефами. На одном из них находились портреты Фридриха Вильгельма III и его жены Луизы, а на другом надпись: «Благодарная Пруссия. 1807—1907». Овалы были соединены бронзовыми гирляндами.
Слева и справа от памятника стояли гермы: гранитные пьедесталы квадратного сечения, а на них — бюсты прусских военачальников и государственных деятелей наполеоновской эпохи, отличившихся в реформировании страны.
С одной стороны:
- Генрих Фридрих Карл фон Штейн,
- Карл Август фон Гарденберг,
- Фридрих Леопольд фон Шрёттер,
- Генрих Теодор фон Шён[3],

С другой стороны:
- Герхард фон Шарнхорст,
- Август фон Гнейзенау,
- Иоганн Давид Людвиг Йорк фон Вартенбург ,
- Фридрих Фердинанд цу Дона[англ.][3].

В промежутках между гермами — массивные скамейки из серого гранита. Около реки Данге в вазах на гранитных пьедесталах росли цветы.

## Галерея

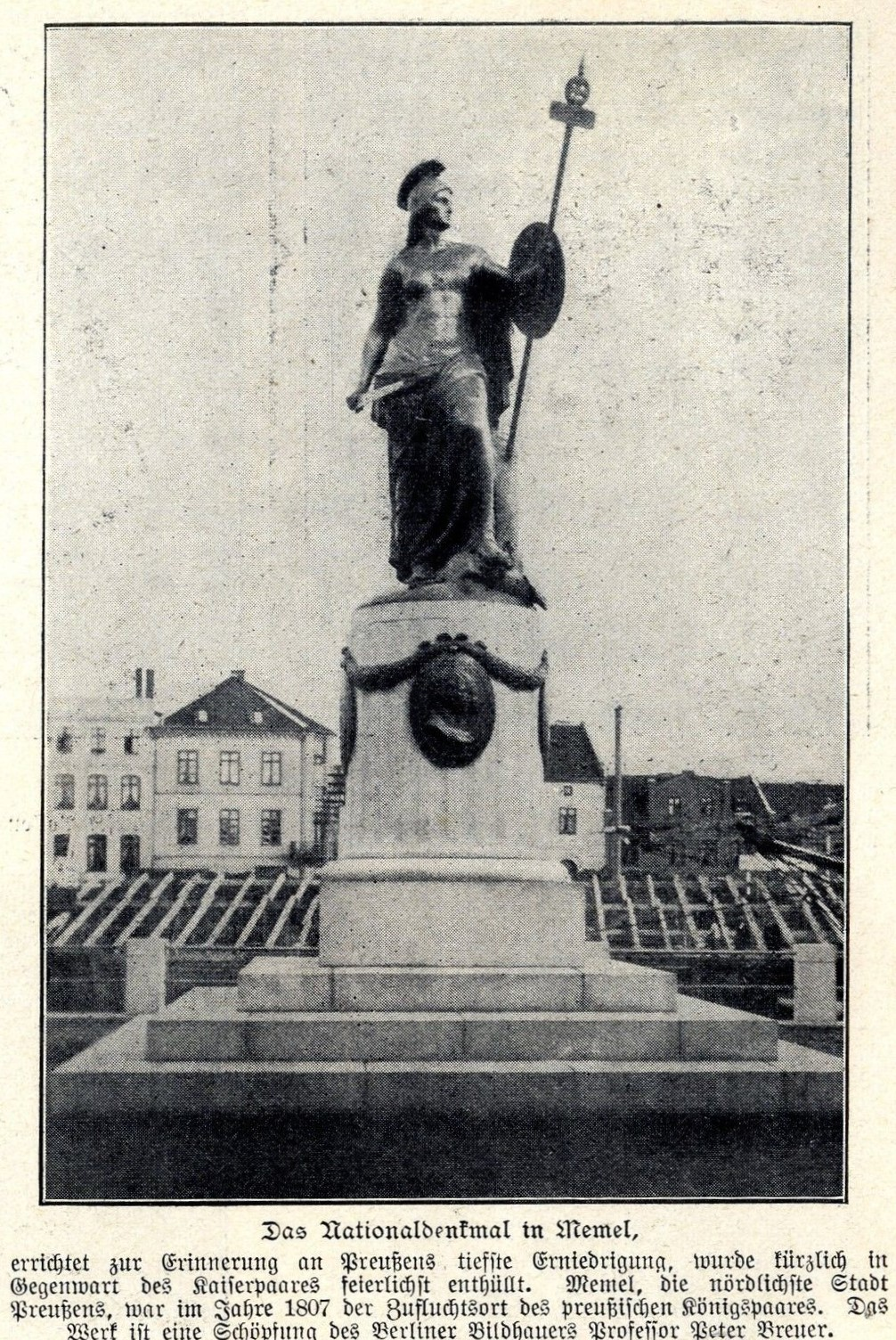
Памятник «Боруссия» (1907)
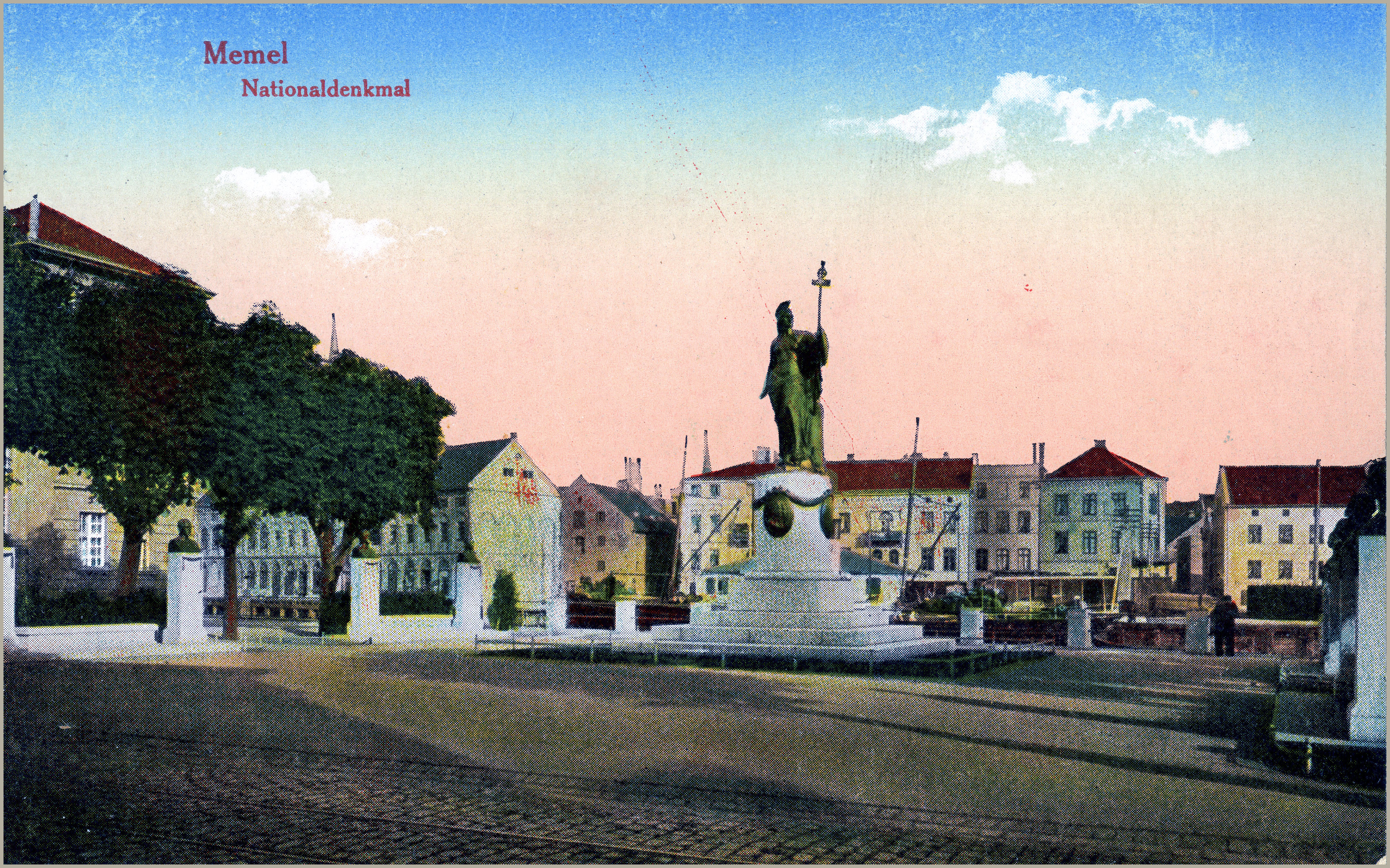
Открытка
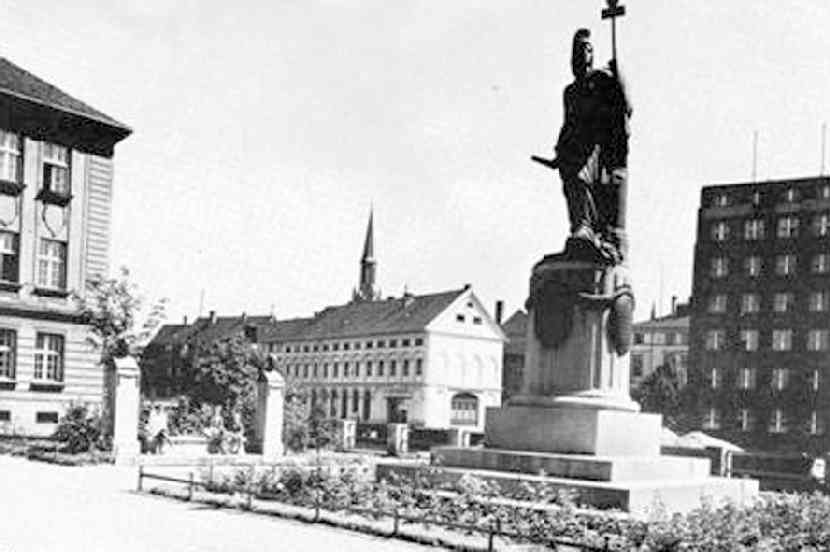
Памятник «Боруссия» (1920)
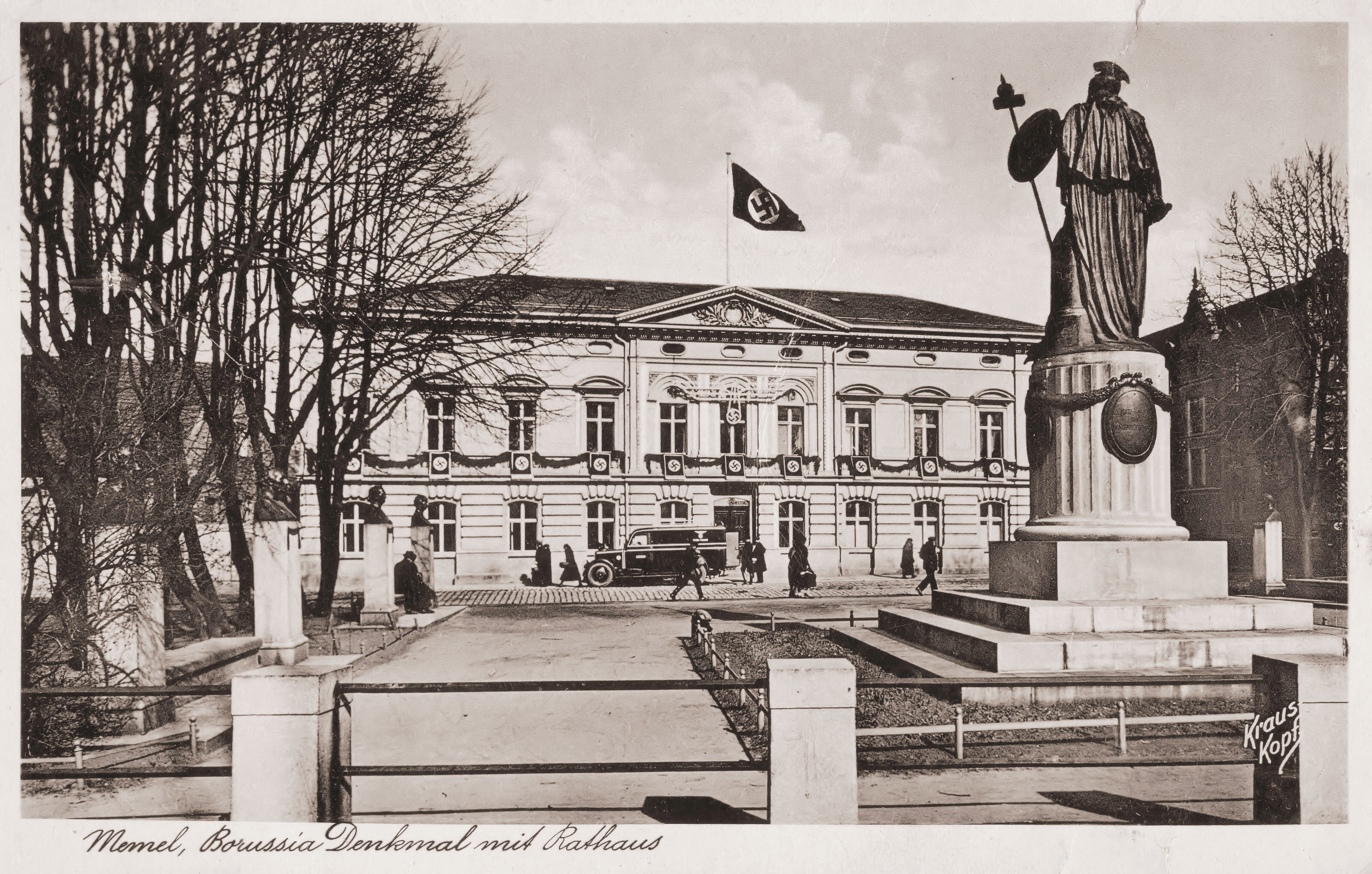
Ноябрь 1939